# ضريح الشيخ حسن العطار
ضريح الشيخ حسن العطار (1250 هجرية / 1838م) ،  انشئ في عصر محمد علي في مصر .

## وصفه
يتكون  من حجرة مربعة تعلوها قبة صغيرة تقوم على مقرنصات في الأركان وفي الجدار الجنوبي الشرقي لها يوجد محراب صغير كذلك.

## روابط خارجية
- آثار القاهرة الإسلامية نسخة محفوظة 31 مايو 2014 على موقع واي باك مشين.